# Empis umslangaani
Empis umslangaani är en tvåvingeart som beskrevs av Smith 1969. Empis umslangaani ingår i släktet Empis och familjen dansflugor. Inga underarter finns listade i Catalogue of Life.